# Stare Drawsko
Stare Drawsko is een dorp in de Poolse woiwodschap West-Pommeren. De plaats maakt deel uit van de gemeente Czaplinek en telt 140 inwoners.

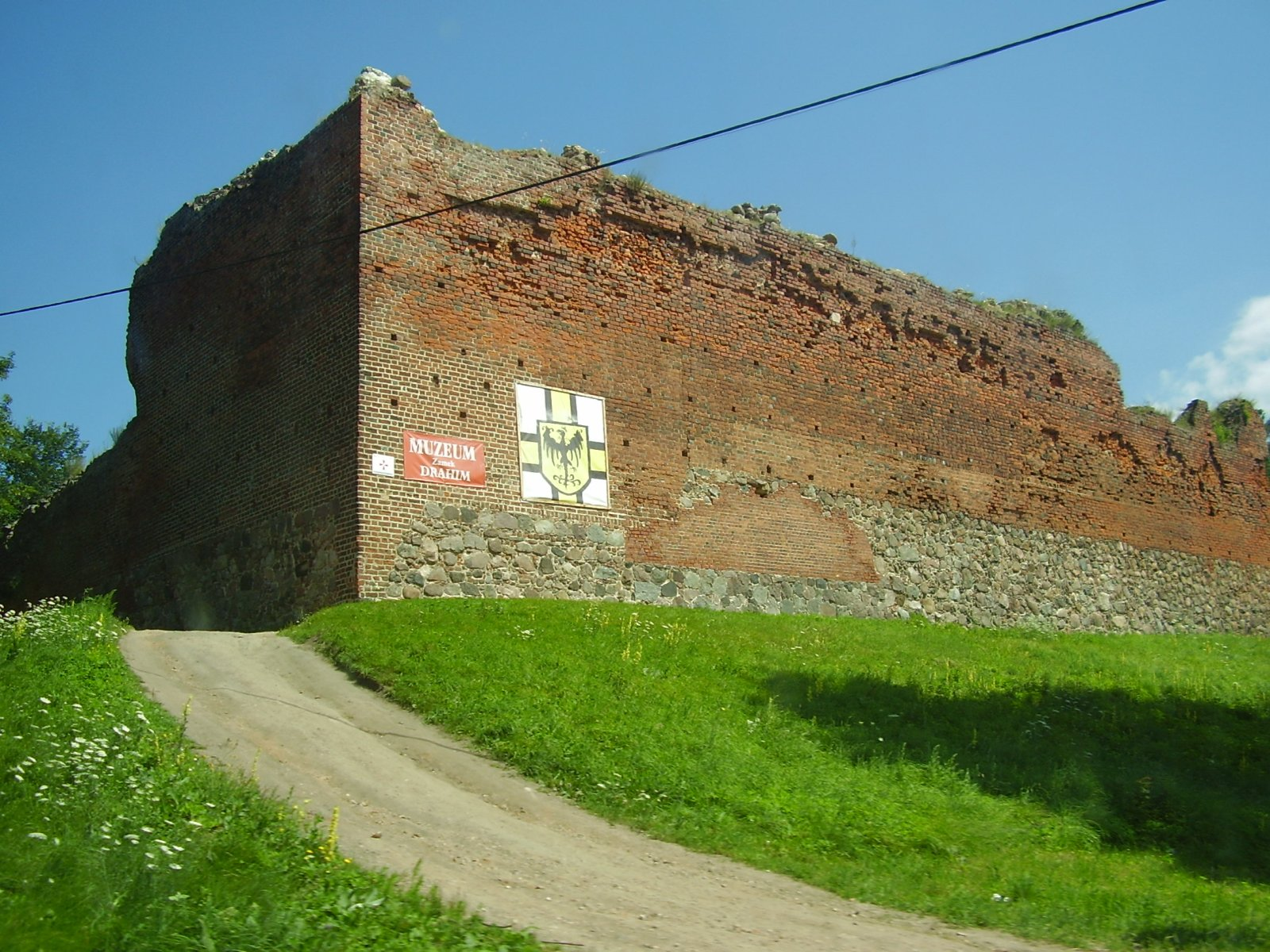